# Woloschka
Die Woloschka (russisch Воло́шка, Воло́жка) ist ein rechter Nebenfluss der Onega in der Oblast Archangelsk in Nordwestrussland.
Die Woloschka durchfließt die Verwaltungsbezirke Konoscha und Kargopol.
Sie entspringt in einer sumpfigen Hochfläche 30 km östlich des Latschasees.
Von dort fließt sie anfangs nach Süden, macht dann einen Bogen nach Osten und fließt schließlich in nördlicher Richtung. Sie passiert dabei die gleichnamige Siedlung Woloschka.
Sie mündet schließlich 25 km nordnordöstlich von Kargopol in die Onega. 
Die Woloschka hat eine Länge von 260 km. Sie entwässert ein Areal von 7100 km².
Sie wird von der Schneeschmelze als auch von Niederschlägen gespeist.
4 km oberhalb der Mündung beträgt der mittlere Abfluss 69 m³/s.
Im Mai führt der Fluss Hochwasser.
Zwischen Mitte November und Ende April ist der Fluss eisbedeckt.
Die Woloschka wurde zumindest in der Vergangenheit zum Flößen genutzt.